# Caféiculture en Côte d'Ivoire
La production de café en Côte d'Ivoire a subi d'importantes fluctuations depuis l'introduction du plant de café par les colonisateurs français au XIXe siècle. En 2000-2010, c'est le deuxième produit d'exportation du pays, après le cacao. Dans les années 1970 et 1980, le pays était le premier exportateur mondial de café robusta. En 2017, la Côte d'Ivoire n'est plus qu'en 13e position.

## Histoire

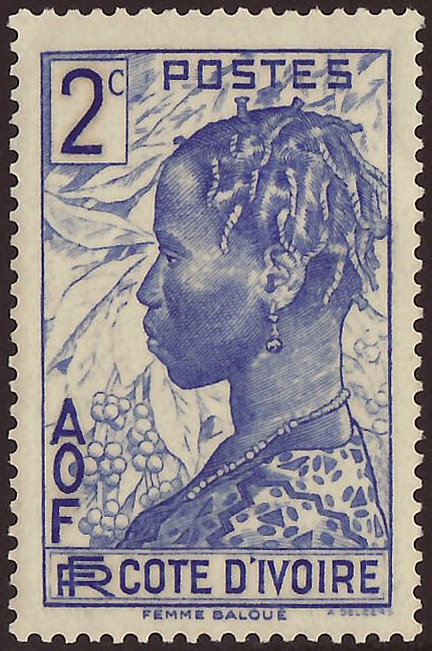
Branches de caféier sur un timbre de l'Afrique occidentale française en 1936.

Les plants de café ont été introduits dans le pays au XIXe siècle par les colonisateurs français. Après la seconde Guerre mondiale, la production de café a augmenté de 36 000 tonnes en 1945 à 112 500 tonnes en 1958.
Entre la fin de la guerre et 1962, la production de la Côte d'Ivoire est multipliée par 20 et celle du Cameroun par 15. Ce bond gigantesque est dû essentiellement à la politique de soutien de la France qui absorbe la majeure partie de la production, alors que l'accession de ces pays à l'indépendance se dessine et risque d'influer sur les débouchés qu'ils peuvent trouver au cours des années qui suivront. Madagascar a comparativement beaucoup moins progressé : seulement 60 % environ.
Dans le département d'Adzopé, dans le sud-est de la Côte d'Ivoire, région la plus riche et la plus prospère du pays, d'où est partie l'économie de plantation, la grande culture du café n'a véritablement démarré qu'à partir de 1954: des documents anciens montrent qu'en 1954 le café couvrait 33 % des superficies plantées et le cacao 67 %, tandis que des enquêtes faites en 1963 révèlent qu'un tiers des superficies plantées en cacaoyers sont antérieures à 1944 contre 5 % seulement pour le café. Les mêmes enquêtes montraient que, toujours en 1963, 32 % des plantations de cacaoyers avaient moins de 10 ans, mais que 66 % des surfaces couvertes par le café étaient postérieures à 1954. Le café a donc profité de cette évolution beaucoup plus que le cacao, qui prendra sa revanche bien plus tard. Le prix de vente du café est privilégié par les autorités, car l'Afrique pèse moins sur le marché mondial que pour le cacao et risque donc moins d'alimenter une surproduction. Encourager le café permet aussi de diversifier les risques agricoles.

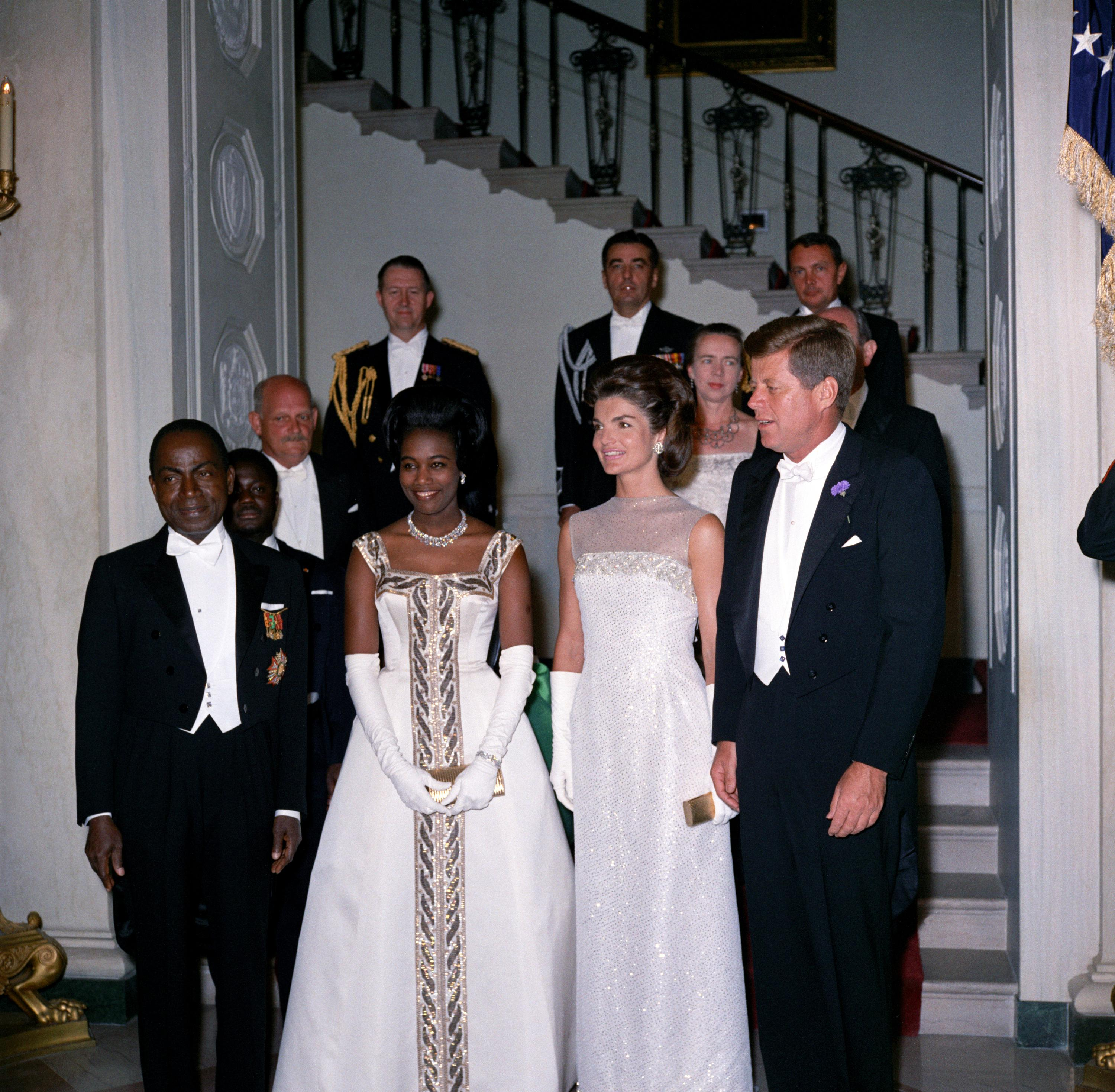
Le président ivoirien Félix Houphouët-Boigny et son épouse Marie-Thérèse Houphouët-Boigny avec John F. Kennedy et Jackie Kennedy en 1962.

C'est en 1954-1955, lors du déclenchement de la Guerre d'Algérie dans une autre partie de l'Empire colonial français, que le prix d'achat au kilogramme du café a connu une hausse extraordinaire : plus de 200 francs CFA. Il déclenche le « boom café », qui a consisté à défricher le maximum de forêts possible suivant une stratégie bien particulière : à partir d'une piste d'exploitation forestière, en compagnie de parents ou d'amis sûrs, le planteur ouvre un layon, afin d'isoler la portion de forêt qu'il veut mettre en valeur. Suit le défrichement de plusieurs parcelles à la fois, situées chacune à chaque coin de l'îlot. Cette marche pionnière a été favorisée par les exploitants forestiers qui avaient ouvert de nombreuses pistes, dans des zones forestières qui ont souvent échappé à l'emprise foncière traditionnelle, la terre appartenant de fait à celui qui le premier la met en valeur, même si de nombreux conflits ont opposé les défricheurs entre eux. Certains défrichements touchent des forêts de l'État, appelées « forêts classées », où se situent à plus de 20 kilomètres des villages, obligeant les planteurs à occuper temporairement un habitat secondaire. Ils recourent à d'une main-d'œuvre complémentaire venue de la Haute-Volta.
En 1956 sont créées 11,5 % des parcelles plantées en café en 1963, soit plus de 7 000 hectares. L'ampleur de ces déforestations fait vite craindre une surproduction : dès 1961 des mesures visent à mettre un terme à la création de nouvelles plantations de café. En 1961, les défrichements dans le département d'Adzopé n'ont porté que sur 1 % des parcelles plantées, soit 620 hectares. Dès l'indépendance de 1960, le président ivoirien Félix Houphouët-Boigny a privilégié le secteur primaire, mais en souhaitant défendre les prix de vente, à l'image de ce qui avait été fait un demi-siècle plus tôt au Brésil, mais encore plus vigoureusement, en créant la Caisse de stabilisation et de soutien des prix des productions agricoles (Caistab), garantissant chaque année un prix d’achat minimum aux planteurs. Entre 1960 et 1970, la production ivoirienne de cacao triple, atteignant 312 000 tonnes. Celle de café double, passant de 185 500 à 275 000 tonnes, progressions qui renforcent encore celle d'avant l'Indépendance.
La guerre civile rend plus instable la culture caféière. Son succès avait attiré les entreprises françaises à investir dans le secteur, mais des négociants étrangers d'autres pays s'implantent à la fin du XXe siècle.

## Production
Selon le FAOSTAT, base de données des Nations unies pour l'Alimentation et l'Agriculture (FAO), la production de « vert » (grains de café non torréfiés) en Côte d'Ivoire a été la suivante :
| Année | Café produit (tonnes) |
| ----- | --------------------- |
| 1965  | 202 105               |
| 1970  | 279 610               |
| 1975  | 270 400               |
| 1980  | 249 608               |
| 1985  | 277 082               |
| 1990  | 285 164               |
| 1995  | 194 968               |
| 2000  | 380 000               |
| 2005  | 230 000               |
| 2010  | 94 372                |
| 2011  | 32 291                |
| 2012  | 121 426               |
| 2013  | 103 743               |

La production de vert de café robusta de sortie dans le pays a atteint son maximum en 2000, avec une production de 380 000 tonnes. La production de café a par la suite chuté après plus d'une décennie de bouleversements dans le pays, en particulier au cours de la première guerre civile ivoirienne (2002-2007) et de la deuxième guerre civile ivoirienne (2010-2011). En 2014, le ministre de l'agriculture de la Côte d'Ivoire a annoncé une nouvelle cible de production d'ici 2020 de 400 000 tonnes de café, environ quatre fois son taux actuel, à l'aide d'un nouveau plan de développement.